# Interprovincial Championship 1988-89
El Interprovincial Championship de 1988-89 fue la cuadragésimo tercera edición del torneo de equipos provinciales de la Isla de Irlanda, es decir tanto de la República de Irlanda como de Irlanda del Norte.

## Sistema de disputa
El torneo se disputó en formato de todos contra todos, otorgando 2 puntos por el triunfo, 1 por el empate y 0 por la derrota. El equipo que obtuviera más puntos al final del campeonato era declarado campeón.

## Desarrollo
- Tabla de posiciones:[1]

| Pos. | Equipo         | Encuentros | Encuentros | Encuentros | Encuentros | Tantos | Tantos | Tantos | Puntos |
| Pos. | Equipo         | PJ         | PG         | PE         | PP         | F      | C      | Dif    | Puntos |
| ---- | -------------- | ---------- | ---------- | ---------- | ---------- | ------ | ------ | ------ | ------ |
| 1.º  | Ulster Rugby   | 3          | 3          | 0          | 0          | 46     | 29     | +17    | 6      |
| 2.º  | Leinster Rugby | 3          | 1          | 0          | 2          | 50     | 41     | +9     | 2      |
| 3.º  | Munster Rugby  | 3          | 1          | 0          | 2          | 46     | 45     | +1     | 2      |
| 4.º  | Connacht Rugby | 3          | 1          | 0          | 2          | 24     | 51     | -27    | 2      |

|  | Campeón. |

### Resultados
| 22 de octubre de 1988 | Leinster | 23 - 12 | Munster |  |  |

| 22 de octubre de 1988 | Ulster | 16 - 3 | Connacht |  |  |

| 12 de noviembre de 1988 | Munster | 25 - 10 | Connacht |  |  |

| 12 de noviembre de 1988 | Ulster | 18 - 17 | Leinster |  |  |

| 3 de diciembre de 1988 | Connacht | 11 - 10 | Leinster |  |  |

| 3 de diciembre de 1988 | Munster | 9 - 12 | Ulster |  |  |

| Bandera de Irlanda     |
| Campeón Ulster         |
| Vigésimo primer título |